# Alice Kober
Alice Kober (1906-1950), profesora estadounidense dedicada al estudio clásico y arqueóloga, asentó las bases para el desciframiento del Lineal B en 1952.

## Vida y estudios
Comenzó sus estudios en el Hunter College High School, siguió en el Hunter College, en el que terminó en 1928, y se licenció más tarde en Filosofía por la Universidad de Columbia.  
Hacia 1931 Kober empezó a estudiar el Lineal B. En 1946 comenzó a trabajar con John Myres, en la Universidad de Oxford, custodio legal de los materiales encontrados por Arthur Evans en Cnossos en 1900. En aquel momento se aceptaba que la dirección de escritura del Lineal B era de izquierda a derecha.
Kober, fumadora empedernida, murió de cáncer de pulmón con 43 años, dos antes de que se anunciara el desciframiento del Lineal B.

## Contribuciones al Lineal B
La mayoría de las tablillas de barro conocidas eran listas de datos que contribuyeron al pronto desciframiento del sistema de contabilidad. El número de caracteres diferentes que habían sido identificados (90) indicaba que el sistema de escritura era un silabario. Arthur Evans también sugirió que la lengua que era escrita mediante el Lineal B era flexiva.<refr>"Miscelanea". Minos v. 1 (1951: 138-139) revisión Universidad de Salamanca en castellano
Mientras algunos estudiosos sospechaban que esta lengua podría estar relacionada con el griego o el chipriota, la mayoría aceptó que el Lineal B notaba un lenguaje desconocido procedente de Creta. Debido al racionamiento de la Segunda Guerra Mundial el papel se hizo escaso: Alice Kober recortó sus papeles de notas de 5 x 7 cm de cualquier papel que pudo encontrar, incluyendo libros, envoltorios y cartones de tabaco. Completó cerca de 186.000 notas con información sobre la recurrencia de los 90 caracteres del Lineal B. Kober creó patrones de escritura: identificó lexemas de palabras y finales de palabra que pensó que indicarían un caso gramatical por su repetición en los textos en la misma posición. Este método fue seguido por Michael Ventris. También diferenció algunos caracteres como consonantes y otros como vocales.

## Algunas publicaciones
- The Use of Color Terms in the Greek Poets, Including All the Poets from Homer to 146 B.C. Except the Epigrammists. (Diss. Columbia University)  Humphrey Press, New York 1932. 130 p.